# Semiothisa subitaria
Semiothisa subitaria är en fjärilsart som beskrevs av Walker 1861. Semiothisa subitaria ingår i släktet Semiothisa och familjen mätare. Inga underarter finns listade i Catalogue of Life.